# Anticlimax hispaniolensis
Anticlimax hispaniolensis is een slakkensoort uit de familie van de Tornidae. De wetenschappelijke naam van de soort is voor het eerst geldig gepubliceerd in 1950 door Pilsbry & Olsson.